# Ödipus und die Sphinx
Ödipus und die Sphinx ist ein analytisches Drama in drei Aufzügen von Hugo von Hofmannsthal und erschien 1906. Wie Elektra basiert Ödipus und die Sphinx auf einem antiken Stoff.

## Aufbau
Hofmannsthal nimmt in seiner Bearbeitung des Ödipus-Stoffes eine Psychologisierung der Handlung vor. Schrittweise wird der Gewissenskonflikt des Protagonisten durch einen Wechsel von Fragen und Antworten ans Licht gebracht. Die Verarbeitung von Traum-Elementen stellt dem Orakelspruch der antiken Ödipus-Tradition eine zweite, moderne Handlungsmotivation gegenüber: Ödipus handelt nicht rational und selbstbestimmt, sondern triebgesteuert und unbewusst.

## Werkkontext
In Ödipus und die Sphinx wird das Motiv des bewussten Eingriffs in das Schicksal, das Hofmannsthal auch in seinem Drama Elektra thematisiert, variiert. Hofmannsthals ursprünglicher Plan, eine Ödipus-Trilogie zu schreiben, wurde nicht realisiert. Ein zweiter Teil mit dem Titel König Ödipus wurde 1910 aufgeführt.